# Nagyváradi Városi Múzeum
A Nagyváradi Városi Múzeumot (román nyelven: Museul Orașului Oradea) a nagyváradi vár felújítása után, annak épületeiben hozták létre. Szervezetileg a Körösvidéki Múzeum része. A kiállítóterek a vár A és B épületében találhatók.

## Részei
A Nagyváradi Városi Múzeum részletesen bemutatja a város és környéke történetét, az újkőkori és bronzkori leletektől kezdve.

### Galéria

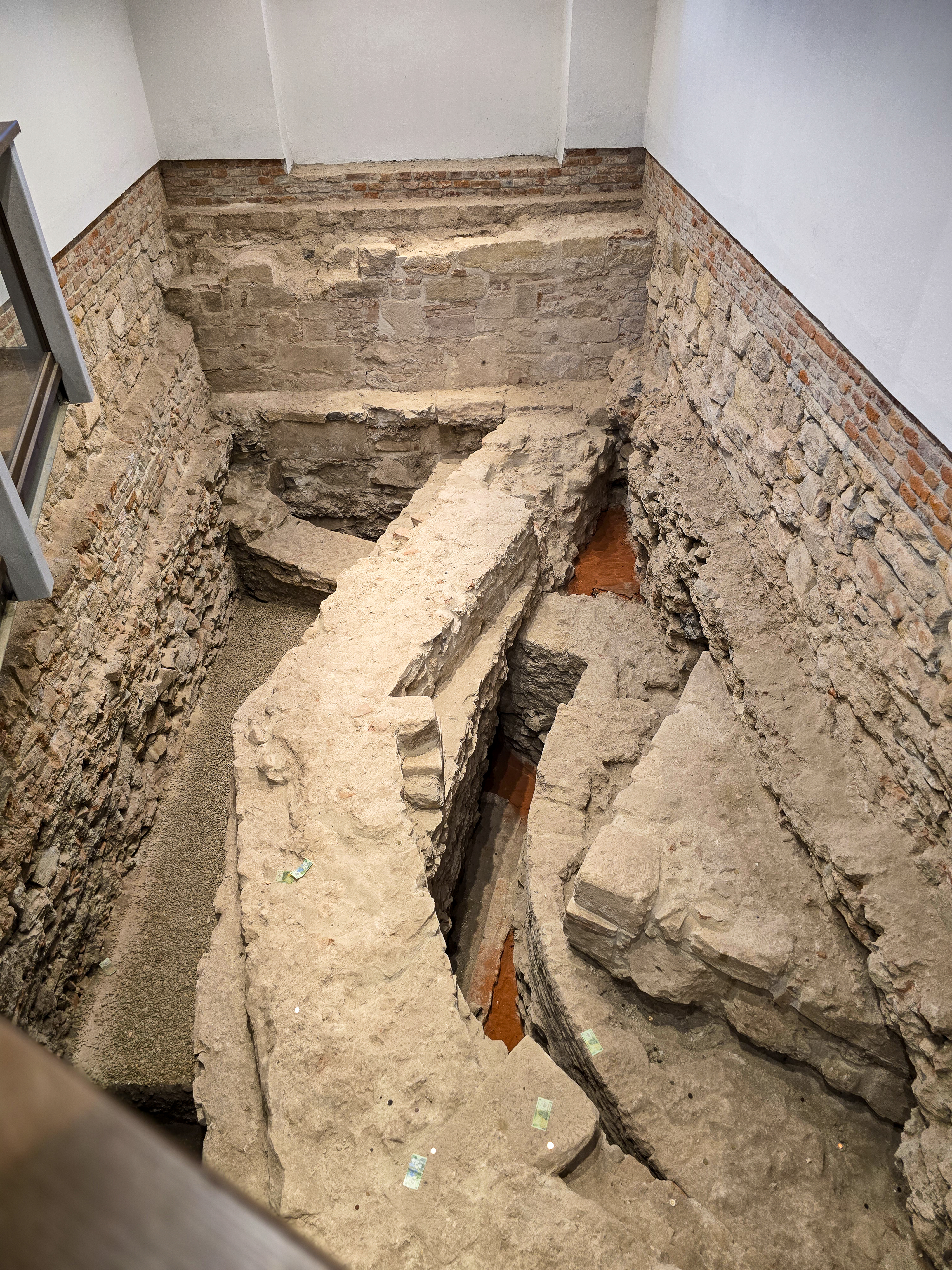
A középkori Kisboldogasszony templomának maradványai a múzeumépület alapzatában
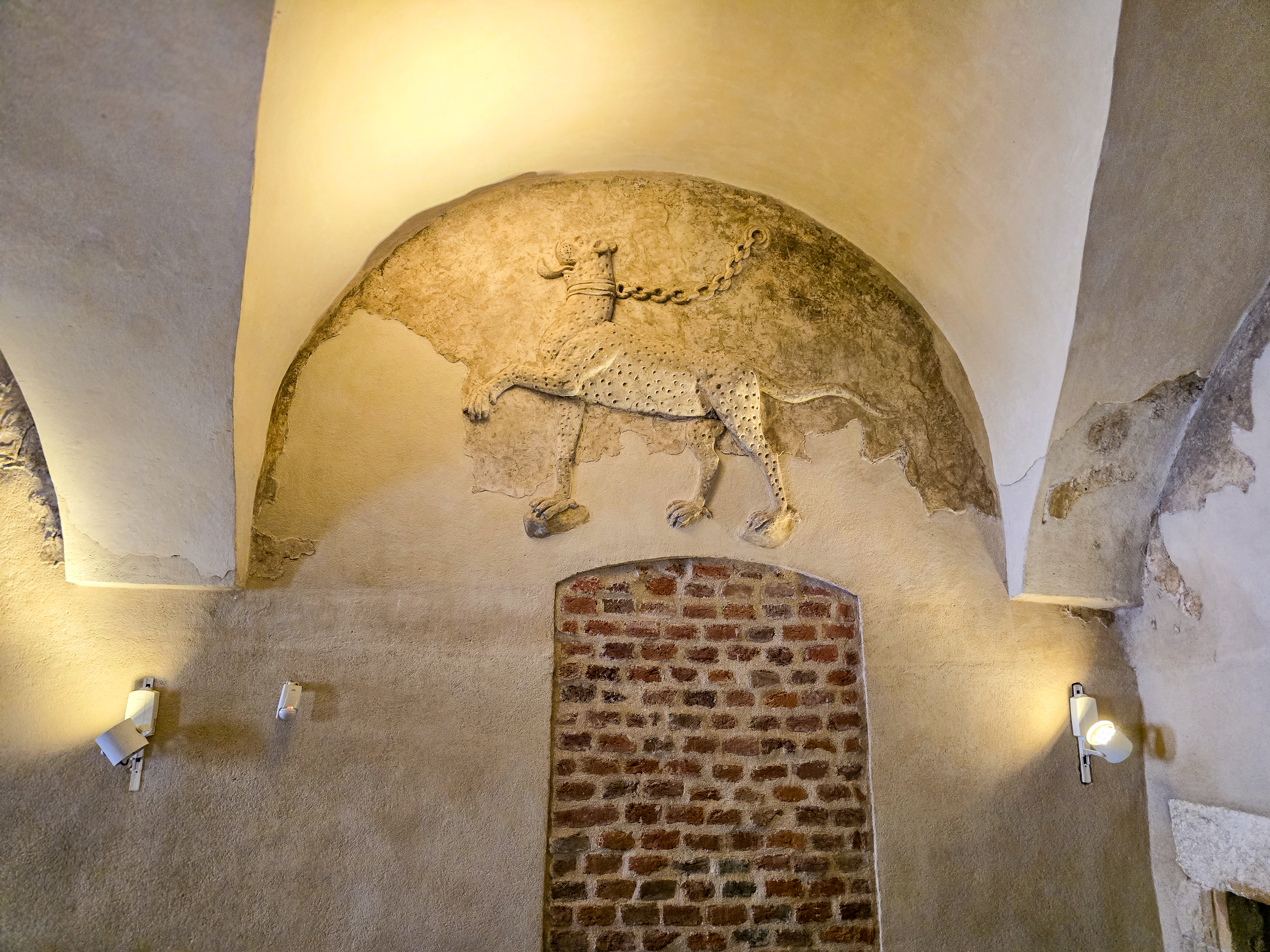
Párduc domborműve az egyik földszinti teremben
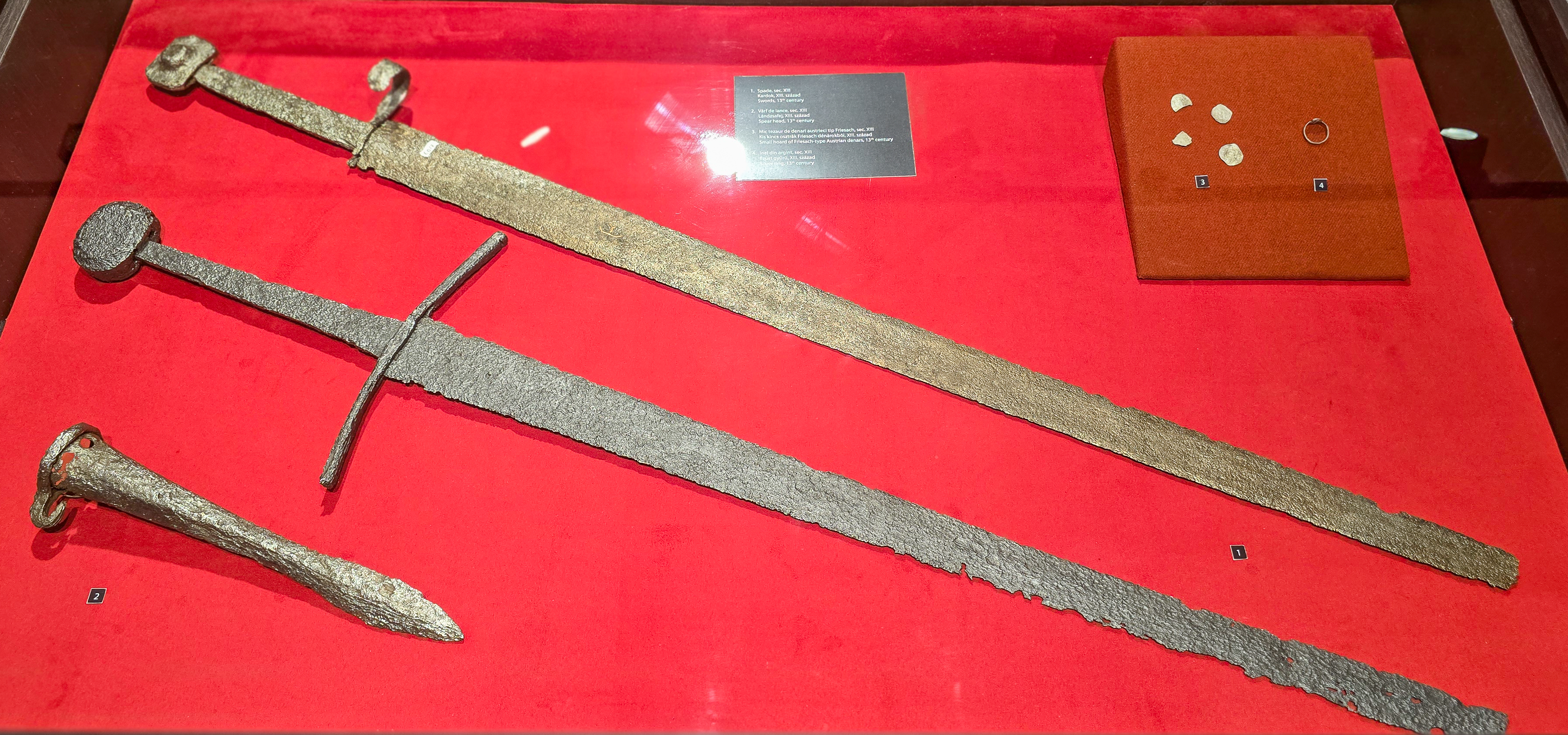
Kardok, lándzsahegy, érmék a tatárjárás korából
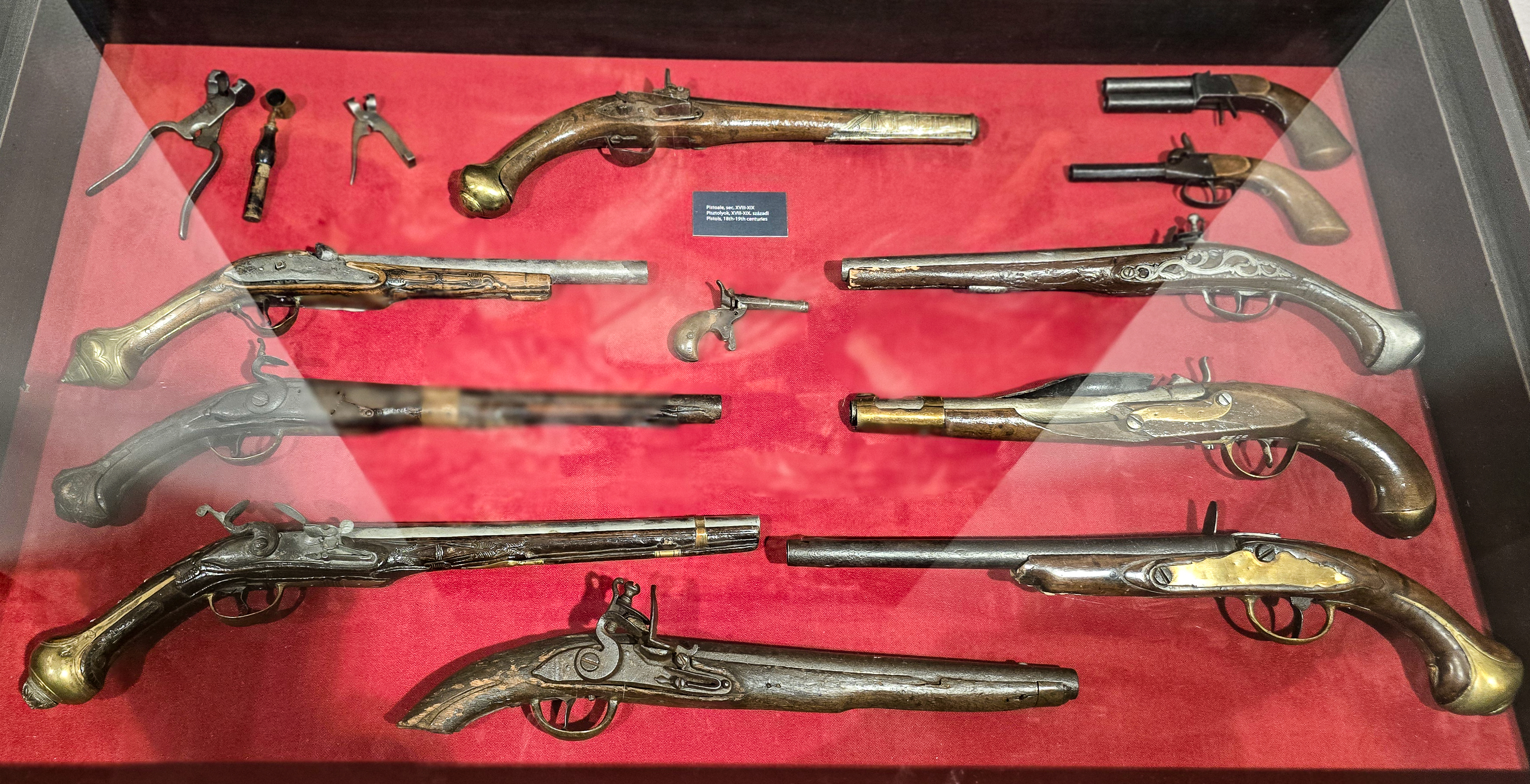
18–19. századi pisztolyok

Földszintjén három teremben található helyi régészeti bemutató. Itt eredeti helyükön láthatók a még a 12. században, az 1241-es nagy mongol invázió előtt épült Kisboldogasszony-templom szentélyének romjai. A templomot 1241-ben részben lerombolták. Ezt követően újjáépítették, hogy a középkori város második temploma legyen a gótikus székesegyház mellett. A 16. században Báthory István erdélyi fejedelem lebontatta, a kinyert köveket a vár külső falainak építésénél használták fel újra, a 17. században pedig a lebontott templom fölé építették a fejedelmi palota délnyugati részét.
A B épület utolsó termében tekinthető meg a „Templomok a palotában” című állandó kiállítás, a kiállított tárgyak a 2012-2015 között a három terem területén végzett régészeti kutatás során feltárt darabok. A kiállításon 11-19. századi tárgyak láthatók: 11-13. századi vázák töredékei, ezüstpénzek, pipák, középkori építőipari eszközök, 16-18. századi üstök és 19. századi vázák.

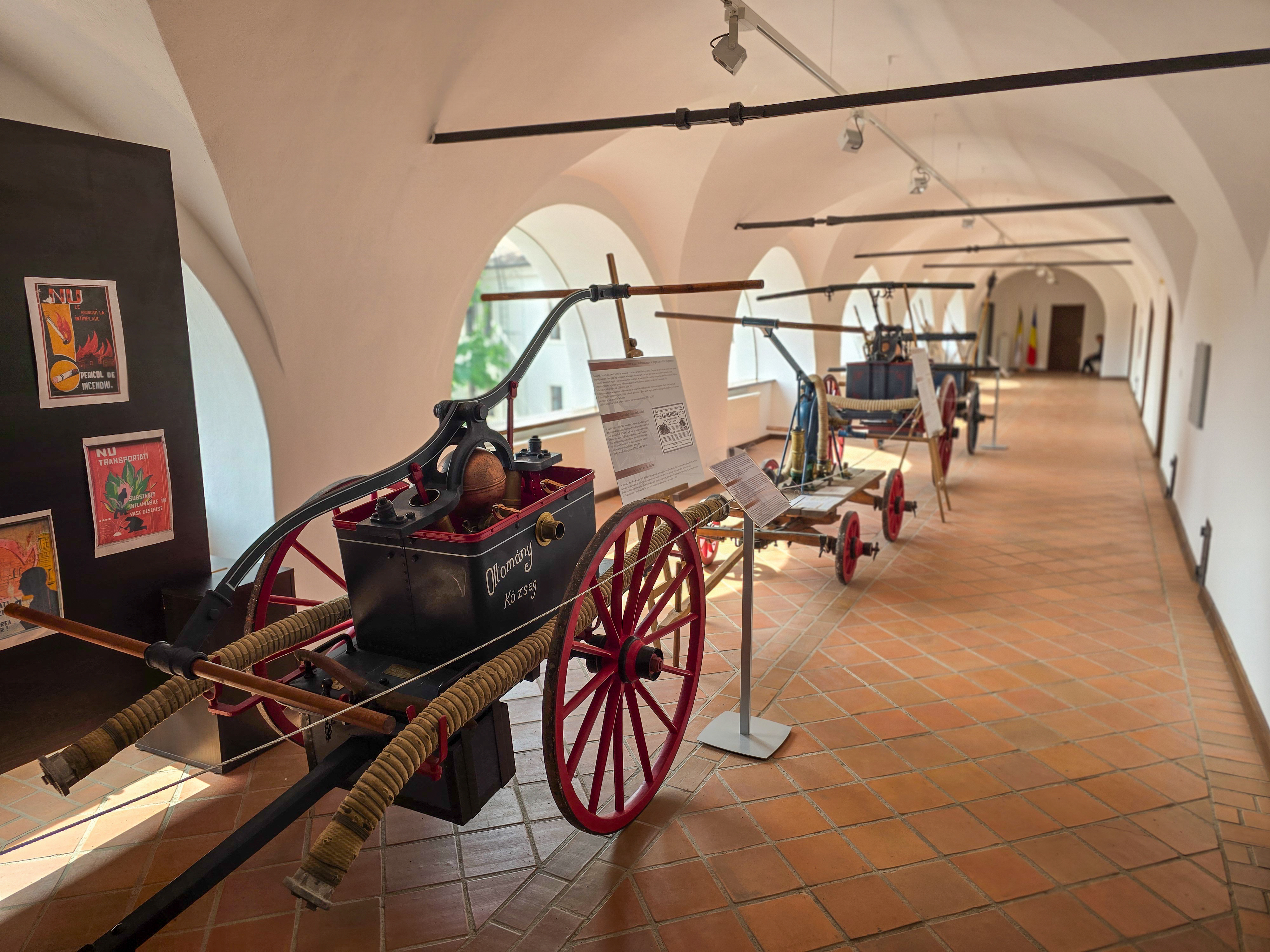
Veterán tűzoltóeszközök a múzeum II. emeleti folyosóján
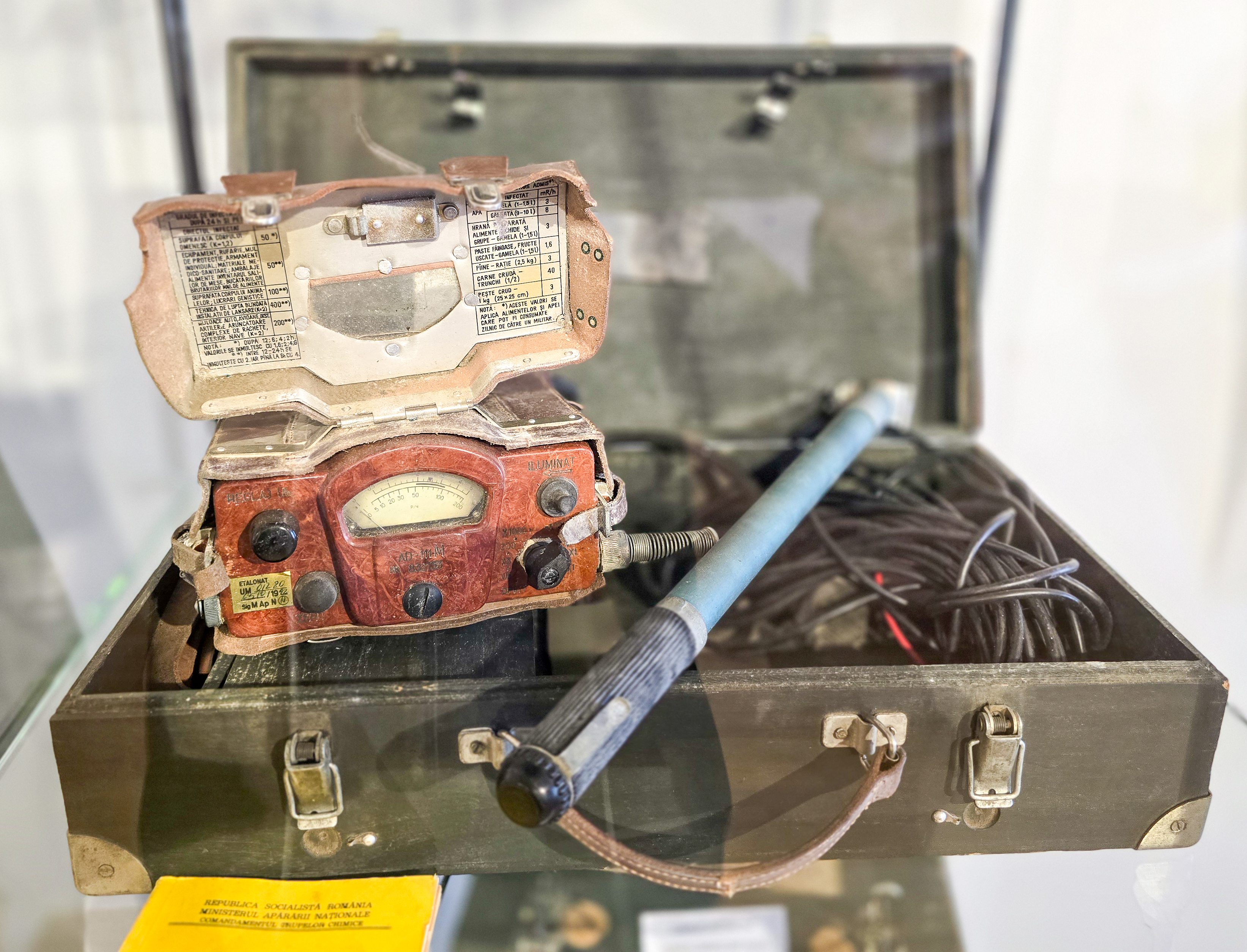
Katonai sugárvédelmi mérőeszköz a hidegháború korából
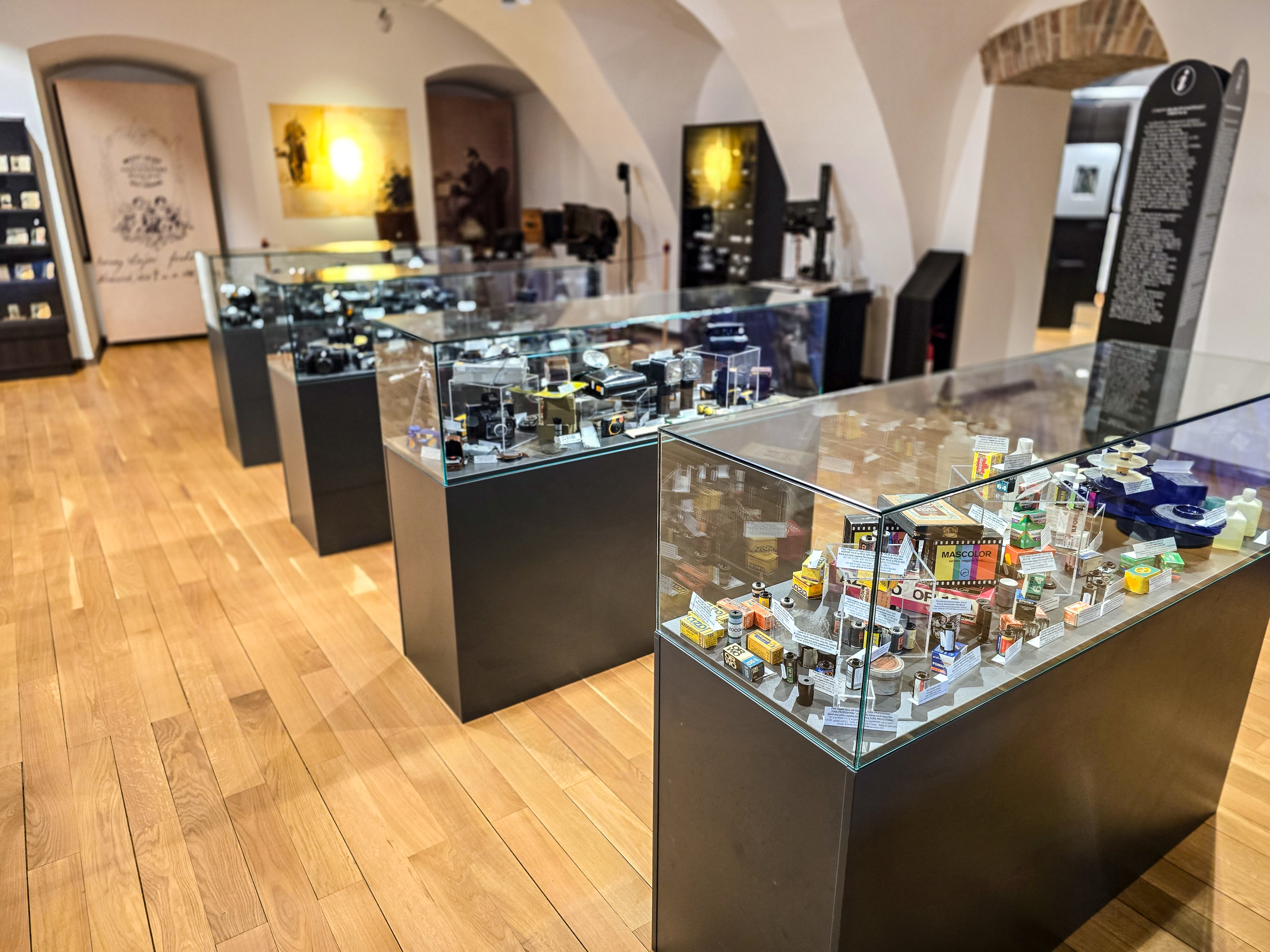
A nagyváradi fényképészet története
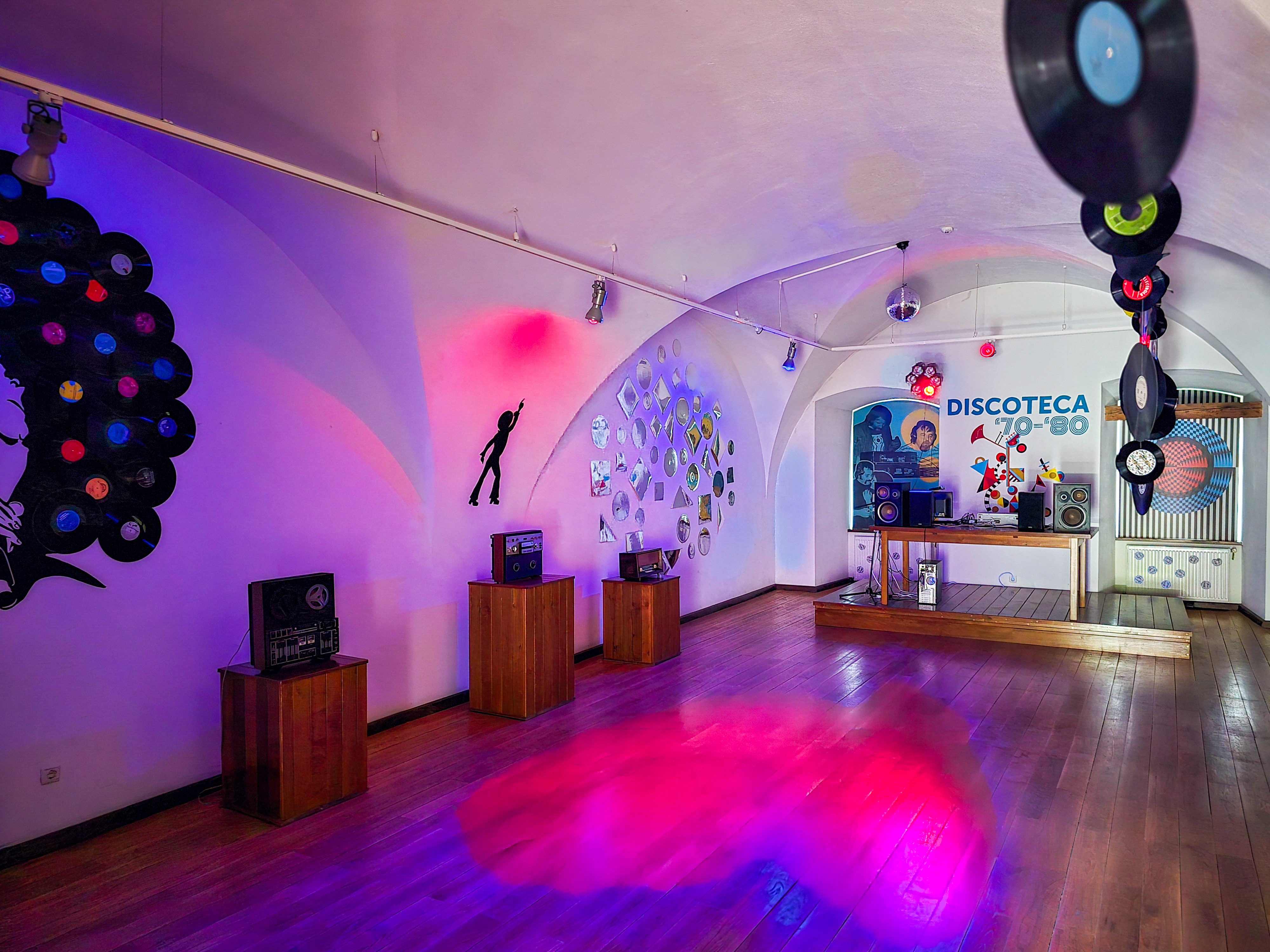
Diszkó az 1970-es évekből

Az állandó kiállítások sorában megtekinthető a nagyváradi fotóművészet történetét bemutató kiállítás („Stefan Toth István” nagyváradi fotográfus gyűjteménye), a Nagyváradon gyakorolt vallásoknak (római katolikus, görög katolikus, ortodox, református, unitárius, izraelita) szentelt kiállítások, az első világháború helyi emlékei és Traian Moșoiu román tábornok terme, a kommunista időszak Nagyvárad történetében, de az 1970-es évek diszkójának emlékeivel is berendeztek egy termet.